# 谷真介
谷 真介（たに しんすけ、本名：赤坂 早苗〈あかさか さなえ〉、1935年9月7日 - 2024年2月7日）は、日本の児童文学作家。日本文芸家協会会員。

## 来歴・人物
東京府（現在の東京都）出身。中央大学文学部仏文学科中退後、雑誌「総合」や書評文化誌「週刊読者人」の編集者を経て、創作活動に専念。主な作品に『沖縄少年漂流記』『トン子ちゃんのアフリカぼうけん』『台風の島に生きる』『ひみつの動物園』など多数。中でも実弟の赤坂三好との挿絵による作品が多い。また、筆名水木連の実兄が絵を担当した作品もある。1992年に巖谷小波文芸賞受賞。
安部公房とも親交が深く、1956年に初めて出会って以来、著作年譜執筆を依頼されて文学全集・文庫などの年譜や文献解題作成に携わった。『安部公房レトリック辞典』（新潮社）、『安部公房評伝年譜』（新泉社）の著書・編著書がある。
2024年2月7日に老衰のため死去。88歳没。

## 著書
- 『十七才の季節』（秋元書房、ジュニア・シリーズ） 1961
- 『晴れたり曇ったり』（秋元書房、ジュニア・シリーズ） 1962
- 『みんながねむるとき』（赤坂三好絵、理論社、日本の児童文学） 1963
- 『ピンポンパンがやってきた』（理論社、童話プレゼント） 1965、のちフォア文庫
- 『300番地のこどもたち』（理論社、小学生文庫） 1967
- 『森の中のペガサス』（盛光社、創作S・Fどうわ） 1967
- 『石川啄木』（国土社、子ども伝記全集） 1968
- 『トン子ちゃんのアフリカぼうけん』（ポプラ社、ポプラ社の創作童話4） 1968、のち文庫
- 『ひみつの動物園』（あかね書房） 1968
- 『ぴょんぴょん丸のたび』（小峰書店、創作どうわのひろば） 1968
- 『一万人のたまご』（盛光社、創作SFえほん） 1969
- 『おくびょううさぎ』（ポプラ社、ちびっこ絵本） 1969
- 『こねこのあかいぼうし』（ポプラ社、ちびっこ絵本） 1969
- 『かげろうの村』（ポプラ社、ポプラ社の創作文学4） 1970、のち偕成社文庫
- 『片目のカジキ』（国土社、新選創作児童文学12） 1970
- 『九ひきの小おに』（ポプラ社、おはなし名作絵本7） 1970
- 『くちぶえふいて』（あかね書房、現代子ども文学選3） 1970、のちフォア文庫
- 『ちいさくなったぞう』（あかね書房、日本の創作幼年童話16） 1970
- 『フィルムは生きていた』（国土社、創作子どもSF全集） 1970
- 『プカプカ島たんけん』（理論社、どうわの本棚） 1970
- 『おくびょうきかんしゃ』（ポプラ社、おはなし絵文庫13） 1971
- 『沖縄少年漂流記』（水木連絵、理論社） 1972
- 『カプラのもり』（偕成社、創作えほん） 1972
- 『三月イヌの日』（あかね書房、現代子ども文学選14） 1972
- 『十二さま』（国土社、国土社の創作えほん） 1973
- 『たんたんタグボート』（偕成社、のりものストーリー6） 1974
- 『そのごのうさぎとかめ』（小学館、小学館の創作童話シリーズ17） 1975
- 『ブルくんダンプくん』（山本忠敬絵、偕成社、のりものストーリー3） 1975
- 『台風の島に生きる 石垣島の先覚者・岩崎卓爾の生涯』（偕成社） 1976、のち文庫
- 『てんぐのきのこ』（あかね書房、新作絵本日本の民話14） 1976
- 『ひとしずくのなみだ』（国土社、絵本むかしばなし傑作選9） 1976
- 『ピン・ポン・パンとユメはかせ』（理論社、理論社のどうわ） 1976
- 『こねこのポックとなんでもはかせ』（偕成社、創作こども文庫） 1977
- 『牧野富太郎』（主婦の友社、少年少女世界伝記全集） 1977
- 『フランシスコ・ザビエル 日本にはじめてキリストを伝えた人』（女子パウロ会） 1977、のち文庫
- 『ほらあなじまたんけん 光と水のはたらき』（斎藤博之画、小学館、小学館の創作理科シリーズ） 1977
- 『きかんしゃちびちび号』（ポプラ社、ポプラ社のともだち文庫11） 1978
- 『二十六の十字架』（女子パウロ会） 1978、のちパウロ文庫
- 『ふえふきとうげ』（金の星社、子どもの力を引き出す認識絵本） 1978
- 『ふしぎなえぷろん』（あかね書房、あかね幼年どうわ） 1978
- 『よるのゆうえんち』（小峰書店、はじめてのどうわ16） 1978
- 『とけいよまわれ』（フレーベル館、フレーベル館の幼年創作童話4） 1979
- 『ヘビのネロネロ』（岩村和朗絵、理論社、どうわの森のおくりもの） 1979
- 『マリコちゃんのまくら』（PHP研究所、PHPおはなしプレゼント） 1979
- 『かあさんねずみのおくりもの』（小峰書店、日本のえほん13） 1980
- 『こねこのポックとへびのパク』（偕成社、創作こども文庫24） 1980
- 『こんやはおつきみ』（北田卓史絵、金の星社、えほん・こどもの四季） 1980
- 『小さなぎんのほし クリスマスえほん』（女子パウロ会、絵本の時間） 1980
- 『伝説の旅』（創林社、不死鳥BOOKS） 1980
- 『鳥の島漂流記』（鴇田幹絵、講談社） 1980、のち青い鳥文庫
- 『にんじゃやしきたんけん』（あかね書房、あかね創作どうわ） 1980
- 『まかびのうま』（あかね書房、あかね創作えほん） 1980
- 『大魚コシヌプイ』（太田大八絵、国土社、国土社の創作えほん24） 1981
- 『こうえんはこびとのくに』（PHP研究所、こころの幼年童話） 1981
- 『人魚のひみつ 沖縄の歴史伝説物語』（講談社） 1981
- 『ネコのひげ丸、空をとぶ』（理論社、どうわの森のおくりもの） 1981
- 『ふしぎないちもんせん』（チャイルド本社、日本の民話） 1981
- 『ふしぎなたまご』（PHP研究所、PHPこころのえほん） 1981
- 『おれたちわんぱくモンキーズ』（ポプラ社、ポプラ社のなかよし童話9） 1982
- 『黒うしのはなし』（国土社、雪の絵話） 1982
- 『ねこのかぐやひめ』（金の星社、金の星社の絵本） 1982
- 『ピエロさんとホポのたび』（ティビーエス・ブリタニカ） 1982
- 『ブルくんダンプくん』（偕成社、のりものストーリー） 1982
- 『雪わらしのうた』（国土社、雪の絵話） 1982
- 『ローマへいった少年使節』（依光隆絵、女子パウロ会） 1982
- 『アムンゼン』（チャイルド本社、伝記ものがたり） 1983
- 『あんまりけすなよ』（小学館、小学館こども文庫、創作童話18） 1983
- 『鬼おどり』（PHP研究所、PHPのえほん6） 1983
- 『ジュリア・おたあ あらしの時代に生きたキリシタン』（女子パウロ会） 1983
- 『雪太郎やーい』（国土社、雪の絵話） 1983
- 『江戸のキリシタン屋敷』（女子パウロ会） 1984
- 『石になったマーペー 沖縄・八重山地方の伝説から』（儀間比呂志絵、ほるぷ出版） 1985
- 『ひきがえるグルのぼうけん』（チャイルド本社、すばらしい自然ものがたり） 1985
- 『絵本 弁慶』（金の星社、絵本のおくりもの） 1986
- 『外海の聖者 ド・ロ神父』（矢車涼絵、女子パウロ会） 1986
- 『デンベとドンベ おばけのがっこう』（小峰書店、こみねのえほん12) 1986
- 『みんなでつくったネズミごう』（佼成出版社） 1986
- 『沖縄伝説物語 青い空,青い海に秘められた美しくも悲しいお話』（講談社青い鳥文庫） 1987
- 『沖縄のむかし話』（講談社青い鳥文庫） 1987
- 『キリシタン伝説百話』（新潮選書） 1987、のちちくま学芸文庫
- 『たんたんタグボート』（偕成社、のりものストーリー） 1987
- 『くじらをたすけたじぞうさん』（佼成出版社、民話こころのふるさとシリーズ） 1988
- 『聖書物語』（ポプラ社） 1988
- 『びっくりタッくんまめだぬき』（国土社、国土社のおはなしぶんこ8） 1988
- 『チップとチャップのわくわくじどうしゃ』（佼成出版社） 1989
- 『チップとチャップのわくわくうちゅうりょこう』（佼成出版社） 1990
- 『くりすますのおはなし』（女子パウロ会） 1990
- 『バスケットくんのたのしいおうち』（金の星社、ともだちぶんこ10） 1990
- 『外国人の見た信長・秀吉・家康 日本にはいってきた南蛮文化』（ポプラ社教養文庫） 1991
- 『ぼくたち学校たんけんたい おはなし小学校ってどんなとこ?』（チャイルド本社） 1991
- 『五分次郎』（佼成出版社、民話こころのふるさとシリーズ） 1992
- 『コロンブス』（小学館、新訂版オールカラー世界の伝記） 1993
- 『安部公房レトリック事典』（新潮社） 1994
- 『はるじいさんとしか』（佼成出版社、創作民話絵本） 1994
- 『むしのむかしばなし』（チャイルド本社、日本のどうぶつ昔話） 1994
- 『キリスト』（ポプラ社、おもしろくてやくにたつ子どもの伝記） 1998、のち文庫
- 『小さなぎんのほし』（ポプラ社、絵本の時間34） 2003
- 『黄泉のくに』（ポプラ社、日本の物語絵本） 2003
- 『アラスカのほし』（チャイルド本社、感動ノンフィクション絵本） 2004
- 『キリシタン大名 高山右近』（女子パウロ会、パウロ文庫） 2011

### 「ピコちゃんとプッチ」シリーズ
- 『ピコちゃんとプッチ たんていになる』（金の星社、ピコちゃんとプッチ1） 1977
- 『ピコちゃんとプッチ ふしぎな森へいく』（金の星社、ピコちゃんとプッチ2） 1977
- 『ピコちゃんとプッチ おばけにであう』（金の星社、ピコちゃんとプッチ3） 1978

### ポプラ社の小さな童話
- 『どんなケーキがいいかしら』（ポプラ社、ポプラ社の小さな童話19） 1980
- 『うたうケーキはどうかしら』（ポプラ社、ポプラ社の小さな童話29） 1982
- 『にじのケーキはおいしいかしら』（ポプラ社、ポプラ社の小さな童話36） 1982
- 『あかいぼうしのハイキング』（ポプラ社、ポプラ社の小さな童話38） 1983
- 『ホットケーキでゆうえんち』（ポプラ社、ポプラ社の小さな童話45） 1983
- 『むかでじてんしゃケーキごう』（ポプラ社、ポプラ社の小さな童話53） 1984
- 『びっくりランドのびっくりすべりだい』（ポプラ社、ポプラ社の小さな童話55） 1984
- 『おばけのぷぷのチョコレートケーキ』（ポプラ社、ポプラ社の小さな童話61） 1984
- 『おえかきケーキでつくったら』（ポプラ社、ポプラ社の小さな童話67） 1985

### 「日本のむかし話」
- 『ねこのむかし話』（森田出版、日本のむかし話） 1981
- 『いぬのむかし話』（森田出版、日本のむかし話） 1982
- 『むしのむかし話』（森田出版、日本のむかし話） 1982
- 『魚のむかし話』（森田出版、日本のむかし話） 1983
- 『花のむかし話』（森田出版、日本のむかし話） 1983

### 「キリシタン昔ばなし」シリーズ
- 『ふしぎな十字架』（女子パウロ会、キリシタン昔ばなしシリーズ） 1981
- 『海にしずんだしま』（女子パウロ会、キリシタン昔ばなしシリーズ） 1982
- 『サンタ・マリアのかご』（女子パウロ会、キリシタン昔ばなしシリーズ） 1982
- 『ふみ絵のはなし』（女子パウロ会、キリシタン昔ばなしシリーズ） 1982
- 『いちどにさいた白い花』（女子パウロ会、キリシタン昔ばなしシリーズ） 1981

### 「8ひきのこねずみ」シリーズ
- 『8ひきのこねずみと8このチーズケーキ』（ポプラ社） 1985
- 『8ひきのこねずみといたずらクッキー』（ポプラ社） 1986
- 『くまのえんちょうせんせいと8ひきのこねずみ』（ポプラ社） 1988
- 『8ひきのこねずみのおばけケーキ』（ポプラ社） 1989

### 絵本・おはなしのひろば
- 『かにのケーキやさん』（ポプラ社、絵本・おはなしのひろば1） 1983
- 『おうさまはケーキだーいすき』（ポプラ社、絵本・おはなしのひろば2） 1983
- 『もりのオルゴール・ケーキ』（ポプラ社、絵本・おはなしのひろば6） 1984
- 『かにのようふくやさん』（ポプラ社、絵本・おはなしのひろば11） 1985
- 『きかんしゃ0909ごう』（ポプラ社、絵本・おはなしのひろば19） 1986
- 『きかんしゃ4864（よわむし）くんと189（わんぱく）くん』（ポプラ社、絵本・おはなしのひろば21） 1987

### 「(秘)ニュース」シリーズ
- 『学級しんぶん(秘)ニュース』（ポプラ社） 1983
- 『女たんけん隊(秘)ニュース』（ポプラ社） 1985
- 『うんどう会(秘)ニュースはウルトラC』（ポプラ社） 1986
- 『学級しんぶん(秘)ニュースかおりちゃんはじけん記者』（ポプラ社） 1987

### 「だんえもんさんとネコのゴロゴロ」シリーズ
- 『もりのとこやはおおさわぎ だんえもんさんとネコのゴロゴロ 1』（小峰書店） 1985
- 『へんてこたまごはおばけだよ だんえもんさんとネコのゴロゴロ 2』（小峰書店） 1985
- 『ムカデじてんしゃとんだ だんえもんさんとネコのゴロゴロ 3』（小峰書店） 1986
- 『おばけのカードはまっしろけ だんえもんさんとネコのゴロゴロ』（小峰書店） 1986
- 『はるだよぼくのおよめさん だんえもんさんとネコのゴロゴロ』（小峰書店） 1987

### 「日本びっくりふしぎ話」
- 『木にネズミがなった話』（国土社、日本びっくりふしぎ話） 1988
- 『人間にもどりたい犬の話』（国土社、日本びっくりふしぎ話） 1988
- 『ゆうれいの手紙をあずかった話』（国土社、日本びっくりふしぎ話） 1988
- 『五人の死神たちの話』（国土社、日本びっくりふしぎ話） 1989
- 『千里眼のお坊さんの話』（国土社、日本びっくりふしぎ話） 1989

### ポプラ社文庫 怪奇・推理シリーズ
- 『あたまつるつる もぐらぼうず』（ポプラ社文庫 怪奇・推理シリーズ） 1989
- 『あたまでぴょんぴょん さかだちゆうれい』（ポプラ社文庫 怪奇・推理シリーズ） 1989
- 『おばけぞろぞろ ばけものやしき』（ポプラ社文庫 怪奇・推理シリーズ） 1989
- 『しろい手ちょこちょこ かわいいおばけ』（ポプラ社文庫 怪奇・推理シリーズ） 1989
- 『なかよくひゅるひゅる ろくろっ首』（ポプラ社文庫 怪奇・推理シリーズ） 1989

### 「かずくん・まりちゃん」シリーズ
- 『どっちがほんと』（国土社、かずくん・まりちゃん 1） 1991
- 『びっくりゆうえんち』（国土社、かずくん・まりちゃん 2） 1991
- 『みんないっとうしょう』（国土社、かずくん・まりちゃん 3） 1991

### 「行事むかしむかし」
- 『十二支のはじまり』（佼成出版社、行事むかしむかし） 1990
- 『はつゆめはひみつ 一月(初夢のはなし)』（佼成出版社、行事むかしむかし） 1991
- 『鬼といりまめ 二月(節分のはなし)』（佼成出版社、行事むかしむかし） 1991
- 『たまごからうまれた女の子 三月(ひな祭りのはなし)』（佼成出版社、行事むかしむかし） 1991
- 『おしゃかさまのたんじょう日 四月(花祭りのはなし)』（佼成出版社、行事むかしむかし） 1992
- 『どろだらけのじぞうさん 六月(田植えのはなし)』（佼成出版社、行事むかしむかし） 1992
- 『じごくへいった三人 八月(お盆のはなし)』（佼成出版社、行事むかしむかし） 1991
- 『月へいったうさぎ 九月(十五夜のはなし)』（佼成出版社、行事むかしむかし） 1991
- 『いのこのまつり 十月(収穫、感謝のはなし)』（佼成出版社、行事むかしむかし） 1991
- 『あとかくしの雪 十一月(大師講のはなし)』（佼成出版社、行事むかしむかし） 1991
- 『かさじぞう 十二月(年越のはなし)』（佼成出版社、行事むかしむかし） 1991

### 「十二支むかしむかし」シリーズ
- 『イノシシとお月さま』（佼成出版社、十二支むかしむかしシリーズ） 2006
- 『おもちのすきなヘビのおふじ』（佼成出版社、十二支むかしむかしシリーズ） 2006
- 『子ウシをすくった母ウシ』（佼成出版社、十二支むかしむかしシリーズ） 2006
- 『たまごから生まれたウマ』（佼成出版社、十二支むかしむかしシリーズ） 2006
- 『トラのおんがえし』（佼成出版社、十二支むかしむかしシリーズ） 2006
- 『リュウのむすめとおいしゃさん』（佼成出版社、十二支むかしむかしシリーズ） 2006
- 『赤ちゃんをまもったサル』（佼成出版社、十二支むかしむかしシリーズ） 2007
- 『あわてんぼうのニワトリねえさん』（佼成出版社、十二支むかしむかしシリーズ） 2007
- 『ヒツジのおやこのおくりもの』（佼成出版社、十二支むかしむかしシリーズ） 2007
- 『ふしぎな黒イヌ』（赤坂三好, 赤坂美歩絵、佼成出版社、十二支むかしむかしシリーズ） 2007

## 共編著
- 『失われぬ季節 ある学童疎開児童の記録』（赤坂三好共著、虎見書房） 1968、のち冬樹社
- 『安部公房文学語彙辞典』（編、スタジオVIC） 1976
- 『絵本ギャラリー』（赤坂三好共著、創林社） 1984
- 『行事のおはなし12か月』（西本鶏介共著、金の星社） 1986 - 1987
- 『日づけのあるお話365日』（編著、金の星社） 1993 - 1994
- 『安部公房評伝年譜』（編著、新泉社） 2002
- 『366日のむかし話 かならずその日のお話がある』（編著、講談社） 2004
- 『石上玄一郎小説作品集成』全3巻（編、未知谷） 2008